# Пудинг с говядиной и почками

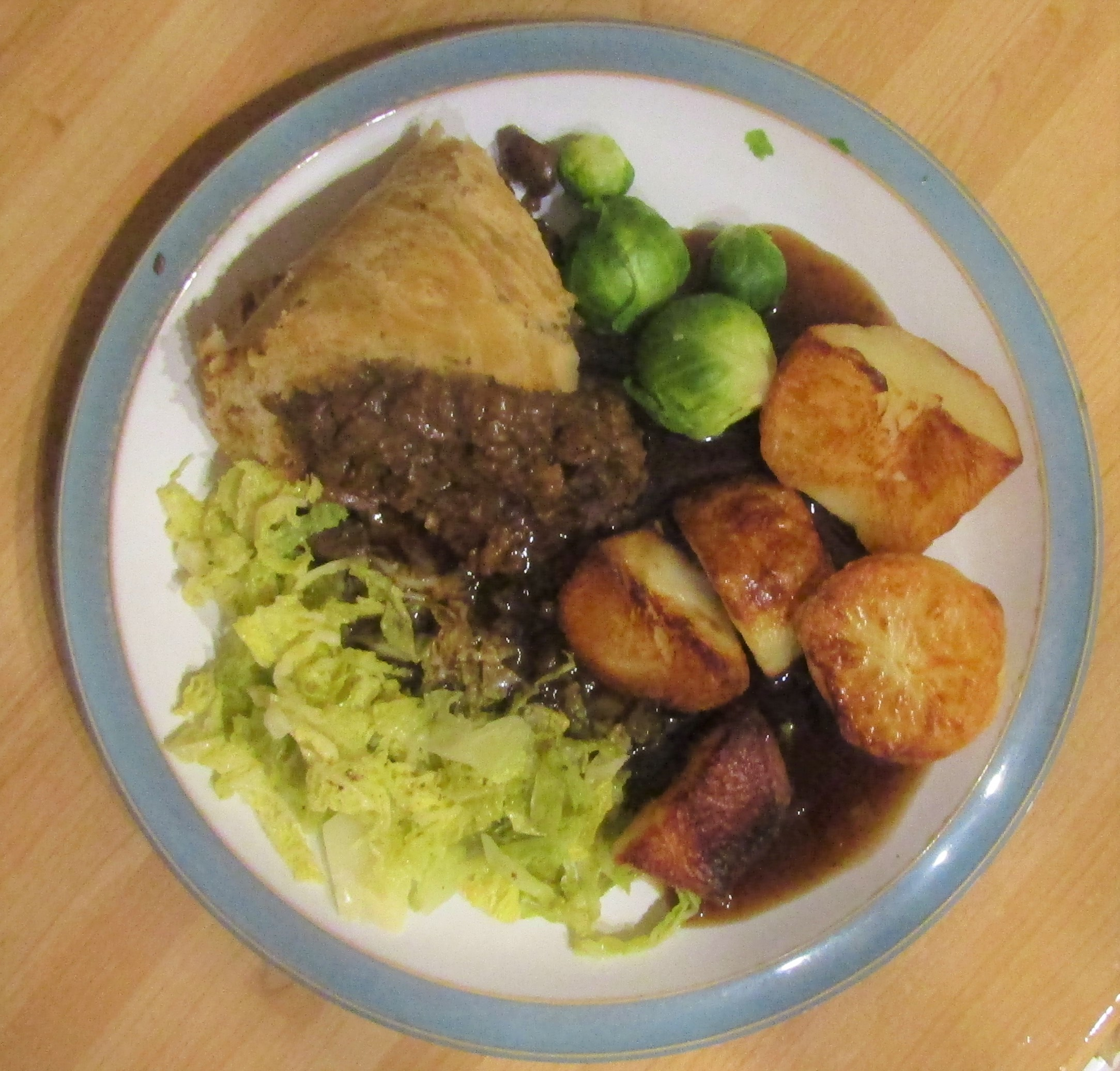
фото 2019 года

Пудинг с говядиной и почками (англ. Steak and kidney pudding) — это традиционное основное блюдо британской кухни. Основными ингредиентами являются говяжий стейк и бычья почка. Всё это заключается в тесто с нутряным жиром и медленно готовятся на плите. На сайте CNN Travel пудинг с говядиной и почками внесён в топ-20 блюд британской кухни.

## Название
На сленге британских вооружённых сил и некоторых частей Северо-Западной Англии пудинг называют «головой младенца».

## История
Одно из первых упоминаний этого блюда известно из журнала «Bell’s New Weekly Messenger» от 11 августа 1839 года: 
Твёрдый пирог, бренди и силлабусы уступили место «запечённым томатам» и «рысакам»; and the olden piemen are set aside for the Blackfriars-bridge howl of «Hot beef-steak and kidney puddings!». 
Позднее рецепты появились в книге Изабеллы Битон в 1861 году, а также Элиза Актон упоминала в своей книге в 1861 году, назвав это блюдо «John Bull’s pudding», что на русском языке означает «пудинг Джона Булла». Но как утверждают некоторые исследователи, блюдо немного старше этих рецептов XIX века.
Тесто с почечным жиром раскатывается и выкладывается в чашу для придания формы, в которую помещается смесь нарезанного стейка и почек с луком, залитая бульоном. Форма со смесью покрывается тестом и плотно зажимается. Затем чаша покрывается и обвязывается муслиновой тканью. Далее помещается в открытую кастрюлю и готовится на пару около четырёх часов или до готовности пудинга. В некоторых рецептах предлагается мясной бульон залить в пудинг за десять минут до подачи, сделав небольшое отверстие в верхней части.
Пудинг с говядиной и почками был одним из крупнейших кулинарных увлечений. Это блюдо претерпело множество изменений. Например раньше в рецепт входили устрицы, что в настоящее время не принято. До начала XVII века вместо теста с нутряным жиром использовалась слизистая оболочка желудка коровы. По мнению британского писателя и повара Симона Маджумдара, после Второй мировой войны в Англии рецепт пудинга с говядиной и почками стал менее популярным. Вероятно, причина состоит в том что, повысилась занятость женщин и блюдо стало трудоёмким в приготовлении.

## Любопытные факты
Как пишет журналистка и профессиональный кондитер Т. Алексеева в книге о Гарри Поттере было упоминание о пудинге с говядиной и почками. Также она указывает все части Гарри Поттера, где есть упоминание о почечном пудинге («Гарри Поттер и узник Азкабана», «Гарри Поттер и Кубок огня»). У пудинга есть родственное блюдо — пирог с говядиной и почками. Обычно их отличают формой и способом приготовления.
Журналистка Фелисити Клоук говорит, что Англия может справедливо утверждать об этом блюде как о своём собственном. По мнению её Оксфордского компаньона по еде, этот рецепт может уйти своей историей до императорской Римской колбасы. Однако это утверждение слишком смелое, поскольку современный пудинг появился в XVII веке, когда изобрели муслиновую ткань, необходимую для приготовления блюда. Британская журналистка и ресторанный критик Найджела Лоусон и британский ресторатор, а также шеф-повар Гари Родс, предлагают использовать бараньи почки. В то время как Джейн Григсо, наоборот, советует телячьи или бычьи.